# Monte Alegre, Hidalgo
Monte Alegre är en ort i Mexiko.   Den ligger i kommunen Tula de Allende och delstaten Hidalgo, i den sydöstra delen av landet, 70 km norr om huvudstaden Mexico City. Monte Alegre ligger 2 077 meter över havet och antalet invånare är 1 521.
Terrängen runt Monte Alegre är kuperad västerut, men österut är den platt. Monte Alegre ligger nere i en dal. Runt Monte Alegre är det ganska tätbefolkat, med 160 invånare per kvadratkilometer. Närmaste större samhälle är Colonia Santa Teresa, 19,0 km sydost om Monte Alegre. Trakten runt Monte Alegre består i huvudsak av gräsmarker.